# Julian Marley
Julian Ricardo Marley (Kingston, 4 de Junho de 1975) é um cantor de reggae britânico-jamaicano. É o quinto filho de Bob Marley. É membro do Rastafarianismo.

## Biografia
Julian cresceu entre os arredores de Londres e a Jamaica. Músico desde a infância, começou tocando teclado, bateria, baixo, guitarra entre outros instrumentos. Durante o tempo que conviveu com seus irmãos Ziggy Marley e Stephen Marley, iniciou envolvimento com a Ghetto Youths Crew, uma empresa de produção, em 1989. Julian lançou um álbum solo denominado, Lion in the Morning, em 1996 onde embarcou num tour mundial. 
Com seu irmão Damian Marley escursionou pelo festival Lollapalooza em 1997.  Seu segundo álbum, A Time and Place foi lançado em 2003.
Seu último álbum foi Awake, de 2009.

Julian Marley (2010)
A infância de Marley foi passada entre a Inglaterra e a Jamaica. Musical desde tenra idade, aprendeu a tocar teclado, bateria, baixo, guitarra, entre outros instrumentos. Junto com seus irmãos Ziggy Marley e Stephen Marley, ele se envolveu com a Ghetto Youth International, uma produtora, em 1989. Marley lançou um álbum solo, Lion in the Morning, em 1996 e embarcou em uma turnê mundial. Ele e seu irmão Damian Marley excursionou com o festival Lollapalooza em 1997. Seu segundo álbum, A Time And Place, foi lançado em 2003. Em 2008, o governo jamaicano convidou Marley e a banda Uprising para representar a Jamaica e se apresentar nas Olimpíadas de Pequim. [1] Seu terceiro álbum, Awake (lançado em 2009), foi indicado ao prestigiado Grammy Award na categoria de Melhor Álbum de Reggae. Em 2011, ele participou do festival Mawazine, realizado em [Rabat, Marrocos]. Este foi o pedido de seu filho marroquino, Driss Mysti. Em janeiro de 2013, ele realizou o concerto de reggae em Dhaka, Bangladesh. [2] Em agosto de 2013, ele se apresentou na Fêtes de Genève em Genebra, na Suíça. [3]
Vida pregressa
Julian Marley em concerto no festival Sfinx 29 de julho de 2018
Ele é o único filho de Bob Marley nascido no Reino Unido. Marley foi criado por sua mãe, Lucy Pounder, na Inglaterra e fazia viagens frequentes à Jamaica para visitar seus irmãos. Ao crescer, ele estava cercado por uma atmosfera musical, que o ajudou a desenvolver e adotar rapidamente o estilo de vida musical. Desde tenra idade, ele aprendeu a dominar o baixo, bateria, guitarra e teclados. Na tenra idade de 5 anos, Marley gravou sua primeira demo na casa da família de Marley em Kingston, Jamaica. Enquanto crescia, Marley viveu entre Inglaterra e Jamaica e acabou criando uma base em Miami, Flórida, onde a família possuía seu próprio estúdio chamado The Lions Den. Embora Marley fosse um jamaicano de coração, ele é instruído a creditar sua educação britânica como uma grande influência em sua música. Marley mostra "Sinto-me privilegiado por fazer parte das raízes musicais que meu pai, Bob Marley, expôs na Inglaterra. Estou ansioso para relatar os dons culturais e criações musicais que ele me concedeu". [4] Em 1993, Marley mudou-se para a Jamaica para ficar mais perto de seus irmãos. Ao fazer esse movimento, inspirou os Irmãos Marley a formar seu próprio caminho musical. Eles criaram o grupo chamado "Ghetto Youths Crew" que foi formado por Julian, Stephen. , Damian e Kymani Marley O projeto mostrou ser um sucesso tão grande que os irmãos visitaram os Estados Unidos por três anos. Marley, também conhecido como "Ju Ju" Marley continuará sendo uma alma espiritual com um musical visionário que ele embarcará em um filme internacional. missão. , "Eu não planejo o próximo passo, apenas continuo com a Jah Works e, de alguma forma, as coisas vão se unir naturalmente dessa maneira." [5]